# 撤去遊技機明細書
撤去遊技機明細書（てっきょゆうぎきめいさいしょ）とは、パチンコ店などの遊技場に設置されている遊技機（パチンコ・パチスロ等）を移動、売却、廃棄するために必要になる「遊技機が撤去済みであることを証明する」書類。所轄警察署生活安全課保安係に提出する。
営業所名、代表者名、所在地、型式名、遊技盤番号、遊技盤の枠番号、主基板番号、設置年月日、本体製造番号（回胴部）、本体製造番号（筐体部）などの記入項目がある。